# Municipio de Patterson (Illinois)
El municipio de Patterson (en inglés: Patterson Township) es un municipio ubicado en el condado de Greene en el estado estadounidense de Illinois. En el año 2010 tenía una población de 636 habitantes y una densidad poblacional de 5,15 personas por km².

## Geografía
El municipio de Patterson se encuentra ubicado en las coordenadas 39°28′19″N 90°31′0″O / 39.47194, -90.51667. Según la Oficina del Censo de los Estados Unidos, el municipio tiene una superficie total de 123.44 km², de la cual 122,04 km² corresponden a tierra firme y (1,14 %) 1,41 km² es agua.

## Demografía
Según el censo de 2010, había 636 personas residiendo en el municipio de Patterson. La densidad de población era de 5,15 hab./km². De los 636 habitantes, el municipio de Patterson estaba compuesto por el 99,06 % blancos, el 0,31 % eran afroamericanos, el 0,16 % eran amerindios, el 0,16 % eran de otras razas y el 0,31 % eran de una mezcla de razas. Del total de la población el 0,16 % eran hispanos o latinos de cualquier raza.